# Alfa Romeo 115-12
L'Alfa Romeo 115-12 è un motore endotermico alternativo aspirato a ciclo Otto da competizione, realizzato dalla Alfa Romeo per correre nel campionato mondiale marche durante gli anni settanta e successivamente impiegato anche nel Campionato mondiale di Formula 1.

## Contesto
Dopo aver dominato i primi due mondiali di Formula 1 della storia nel 1950 e 1951, con una macchina di quindici anni più vecchia, l'Alfa Romeo decise di ritirarsi dalla massima serie sia per questioni economiche che per concentrarsi maggiormente sulla produzione di serie, dato che non aveva più niente da dimostrare.
Tuttavia nell'immediato dopoguerra le corse automobilistiche divennero ben presto mezzo di propaganda per vari costruttori e dato che le berline medie della casa milanese nascevano con soluzioni tecniche raffinate, vennero schierate in diversi campionati per vetture turismo tanto che un famoso slogan della Giulia recitava "la berlina che vince le corse".
Ma a metà degli anni settanta i regolamenti delle vetture turismo vennero modificati a più riprese, costringendo i costruttori a realizzare mezzi sempre più specialistici e pensati per un utilizzo esclusivamente agonisitico.
La casa del biscione dovette adeguarsi alle nuove normative tanto che stravolse il progetto dell'Alfa Romeo Tipo 33 che nasceva come Gran Turismo e da cui venne derivata una versione stradale, ma fu necessario rivedere il progetto per poter correre con una barchetta con motore plurifrazionato di alta cilindrata.
Da questo scenario nacque l'Alfa Romeo 33TT/12 che gareggiò dal 1973 al 1976 ed in seguito la sua evoluzione 33SC12 utilizzata nel biennio '76-'77.
Queste due vetture utilizzavano il motore 115-12 a cilindri contrapposti da 3000 cm³ (nell'ultima fase la 33SC12 utilizzò una variante turbo di questo motore da 2134 cm³), che le permise di dominare le gare endurance di quel periodo e di vincere due titoli mondiali con una certa facilità.
All'epoca Bernie Ecclestone era il proprietario (e direttore sportivo) del team Brabham di Formula 1 e promosse Gordon Murray capo progettista, assicurandosi un giovane ingegnere dalle idee molto valide, ma la scuderia non riusciva ad essere sufficientemente competitiva per via del fatto che il motore Cosworth DFV non era abbastanza potente per rivaleggiare con i propulsori della Ferrari, mattatrice di quegli anni.
Tuttavia non era possibile acquistare i propulsori di Maranello, poiché Enzo Ferrari li costruiva espressamente per le sue vetture e non vi erano altri costruttori interessati a realizzare motori così complessi.
Ma Ecclestone si accorse che i motori che l'Alfa usava nel mondiale marche rispettavano le limitazioni che erano imposte ai motori di Formula 1 dell'epoca, ossia aspirati da 3000 cm³, ed affascinato dalle performance del marchio meneghino, cercò di trovare un accordo per utilizzarli sulle sue vetture nella massima serie.
In realtà altri due team si erano rivolti all'Alfa Romeo per lo stesso motivo, la Fittipaldi di Emerson Fittipaldi e la Embassy Hill di Graham Hill, ma data l'influenza di Ecclestone e la potenza economica degli sponsor della Brabham (che erano italiani), l'accordo fallì, così la scuderia di Chessington ottenne la fornitura del 12 cilindri milanese.

## Progetto
Il 115-12 è stato progettato da Carlo Chiti quando era direttore dell'Autodelta, il reparto corse dell'Alfa Romeo.
Il motore aveva il compito di rispettare le specifiche del nuovo regolamento tecnico introdotto dalla FIA nel 1972 per le vetture che partecipavano al Campionato Mondiale Marche, ossia le gare di durata, con lo scopo di rendere tali vetture quanto più simili alle auto di Formula 1.
Questo regolamento classificava vetture di Gruppo 5 ossia con cilindrata massima di 3000 cm³ e peso minimo di 650 kg.
Fino ad allora l'Alfa Romeo aveva corso quel campionato col modello Tipo 33, che inizialmente era una vettura Gran Turismo con motore aspirato V8 da 2000 cm³ e successivamente incrementato a 3000 cm³, ma per essere competitivi con le nuove norme era necessario ridisegnare completamente la macchina per poterla alleggerire ed incrementare la potenza del motore per poter rivaleggiare con le auto della Matra e della Ferrari, ormai derivate dai modelli di Formula 1 con motori a 12 cilindri.
Quindi Chiti decise di disegnare un motore maggiormente frazionato, anch'esso a 12 cilindri, con architettura boxer.
In questo modo venne fatto un importante passo avanti in termini di potenza massima ed elasticità di marcia grazie al maggior frazionamento, ma anche abbassare notevolmente il centro di gravità per via del fatto che rispetto ai motori a V, l'angolo di bancata era di 180°.
Le parti principali del motore come basamento e testate erano realizzate completamente in alluminio per contenerne il peso, mentre le bielle addirittura in titanio.
La distribuzione era plurivalvole con quattro valvole per ogni cilindro e due alberi a camme in testa per bancata.
L'impianto di alimentazione prevedeva l'iniezione meccanica indiretta realizzata dalla Lucas mentre la lubrificazione era a carter secco, in modo da ottenere un pescaggio dell'olio sempre ottimale anche in condizioni di alte accelerazioni laterali.
In questa configurazione utilizzate sulle vetture di Gruppo 5, il motore era capace di oltre 500 cavalli a 11500 giri/minuto, mentre nella variante montata sulle Brabham ed Alfa Romeo di Formula 1 il regime di rotazione venne incrementato fino a 12000 giri/minuto e potenze comprese tra 520 e 540 cavalli.
Chiti disegnò anche un modello turbo del 115-12, con cilindrata di 2134 cm³ e sovralimentato tramite un turbocompressore Garrett che erogava 650 cavalli a 11000 giri al minuto, ma venne adoperato solo nell'ambito delle gare di durata sull'Alfa Romeo 33 SC 12.